# St. Andreas (Hörbach)

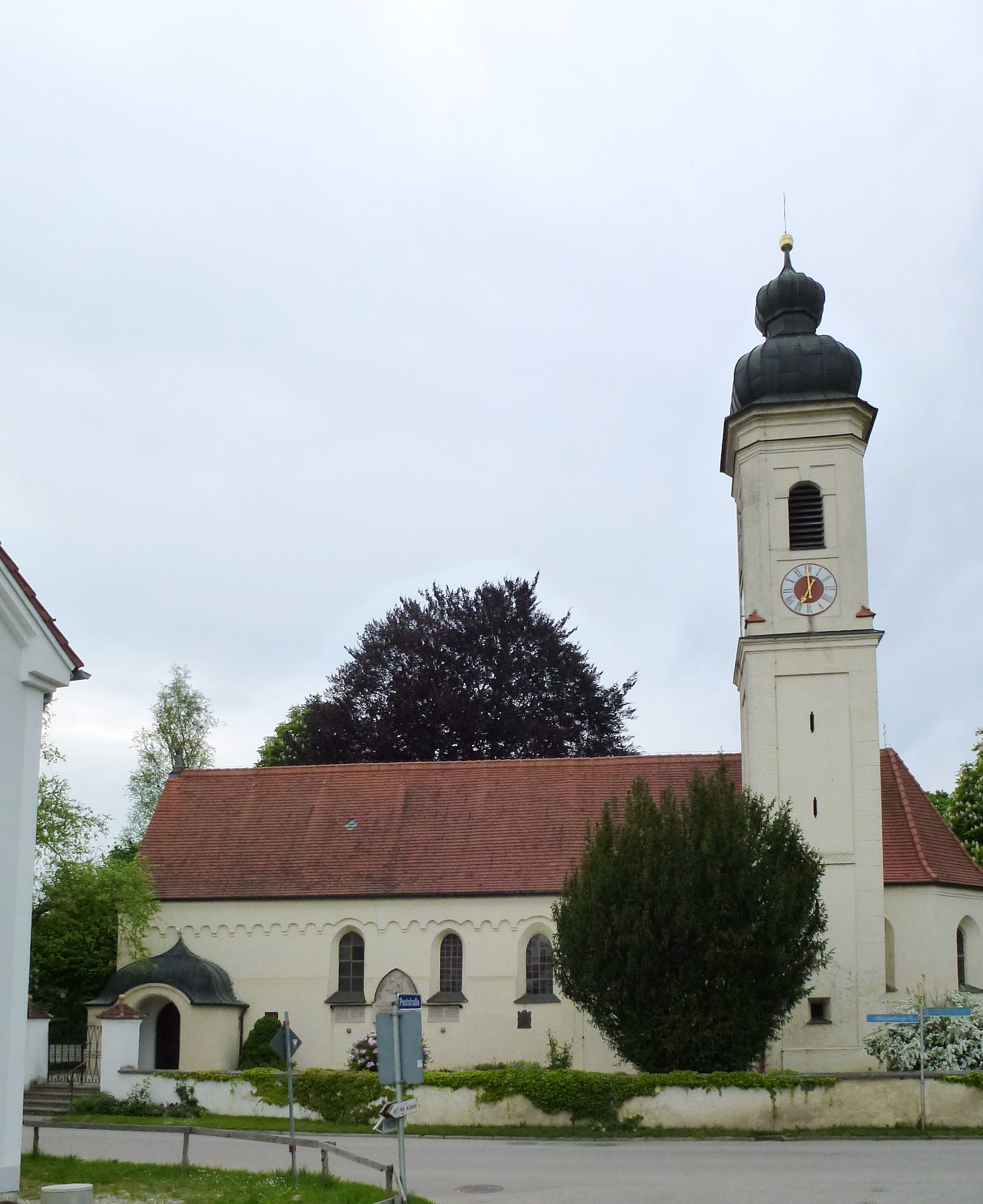
St. Andreas in Hörbach

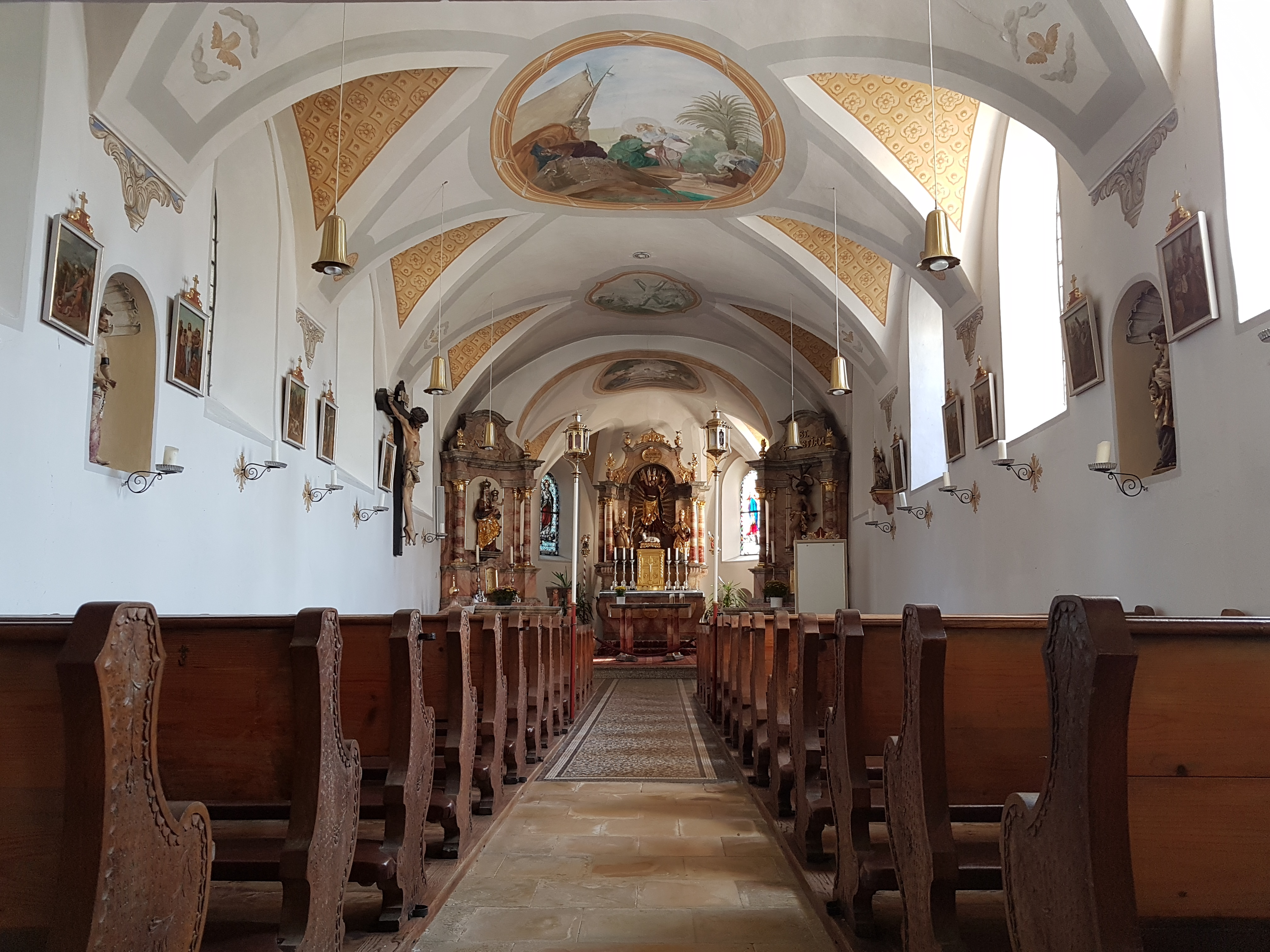
Innenraum

St. Andreas heißt die römisch-katholischen Pfarrkirche in Hörbach, einem Gemeindeteil von Althegnenberg im oberbayerischen Landkreis Fürstenfeldbruck. Sie steht in der Liste der Baudenkmäler in Althegnenberg als Baudenkmal unter der Nr. D-1-79-114-4. Die Pfarrei gehört zum Dekanat Aichach-Friedberg im Bistum Augsburg.

## Beschreibung
Die romanische Saalkirche wurde im Kern im 12./13. Jahrhundert errichtet und in der Spätgotik sowie 1718/19 im Barock umgebaut. Sie besteht aus dem 1909 nach Westen verlängerten Langhaus, dem dreiseitig geschlossenen Chor im Osten und dem Chorflankenturm an der Südwand des Chors. Das oberste Geschoss des mit einer Welschen Haube bedeckten Turms mit abgeschrägten Ecken enthält die Turmuhr und darüber den Glockenstuhl. Die Sakristei steht in der Südwestecke von Langhaus und Chorflankenturm. Im Vorzeichen an der Südwand des Langhauses  befinden sich das Portal und das Fragment eines römischen Grabsteins aus dem 4. Jahrhundert.
Im Innenraum des Chors zeigt die Deckenmalerei das Abendmahl Jesu, in dem des Langhauses die Legende des Apostels Andreas. Der von den Skulpturen des Wolfgang von Regensburg und des Silvester I. flankierte Hochaltar wird Lorenz Luidl zugeschrieben. Die Orgel wurde 1909 von den Gebrüdern Link gebaut.